# Bitchotchi
 Bitchotchi è un comune del Ciad situato nel dipartimento di Mangalmé, provincia di Guéra.